# Waalse Pijl 2009
De 73e editie van de Waalse Pijl werd op woensdag 22 april 2009 verreden. Deze editie stond vermeld op de historische kalender van de UCI.
Om half twaalf 's ochtends werden tweehonderd renners van start geschoten. Enkele uren later kwam de Italiaan Davide Rebellin als winnaar over de streep.

## Parcours
Het parcours is al jaren min of meer hetzelfde. Na het vertrek in Charleroi wordt richting het oosten gereden. Via Sambreville en Éghezée rijdt het peloton naar Hoei, waar het de eerste keer de Muur van Hoei over moet. Vanaf dan, na 67 kilometer koers, worden er twee lussen gereden. De eerste lus van 29,5 kilometer telt één beklimming, de Côte d'Ereffe, waarna na 96,5 kilometer voor de tweede keer de Muur van Hoei beklommen dient te worden. De laatste lus, 99 kilometer lang, voert het peloton onder andere langs Strée, Pont-de-Bonne, Haltinne, Thon, Sdayn, Andenne en Ben Ahin voordat het weer naar Hoei gaat om daar te finishen op de Muur. Onderweg worden de Côte de Peu d'Eau, Côte de Haut-Bois, Côte de Thon, Côte de Bonneville, Côte de Bohissau, Côte de Bousalle en de Côte de Ahin beklommen.

## Deelnemersveld
Van alle tweehonderd deelnemers hebben alleen favorieten Kim Kirchen (2008), Davide Rebellin (2004, 2007) en Alejandro Valverde (2006) de Waalse Pijl al gewonnen. Verder zijn ook Damiano Cunego, Philippe Gilbert, Cadel Evans, Andy Schleck en Samuel Sánchez favoriet voor de zege.
Belangrijke afwezigen door blessureleed zijn de Nederlander Robert Gesink en de Luxemburger Fränk Schleck.
In totaal nemen 25 ploegen van acht renners deel aan deze editie van de Waalse Pijl. Onder hen zijn 17 UCI ProTourploegen (alle uitgezonderd Fuji-Servetto) en 8 UCI Europe Tourploegen.
| Deelnemende teams                               | Deelnemende teams            |
| ----------------------------------------------- | ---------------------------- |
| Landbouwkrediet - Colnago                       | Garmin-Slipstream            |
| AG2R-La Mondiale                                | Vacansoleil Pro Cycling Team |
| Astana                                          | Lampre-N.G.C.                |
| Barloworld                                      | Liquigas                     |
| Bbox Bouygues Télécom                           | Skil-Shimano                 |
| Caisse d'Epargne                                | Quick·Step                   |
| Topsport Vlaanderen-Mercator                    | Rabobank                     |
| Cervélo Test Team                               | Silence-Lotto                |
| Cofidis, Le Crédit en Ligne                     | Team Columbia - Highroad     |
| Serramenti PVC Diquigiovanni-Androni Giocattoli | Team Katusha                 |
| Euskaltel-Euskadi                               | Team Milram                  |
| Française des Jeux                              | Team Saxo Bank               |
| Agritubel                                       |                              |

## Verloop
De ontsnapping van de dag bestond uit Fransman Christophe Moreau en Japanner Fumiyuki Beppu. Moreau wist Beppu te lossen maar op 24 kilometer van de streep moest werd ook hij ingehaald door het peloton. Hierop volgorde een serie met demarrages die allemaal werden ingerekend en aan de voet van de Muur van Hoei was het peloton weer compleet.
David Le Lay was de eerste die op de slotklim demarreerde, maar hij werd ingelopen door de groep met favorieten die werd aangevoerd door Cadel Evans. Vlak voor het einde sprong Davide Rebellin uit het wiel van Evans en sprintte naar zijn derde overwinning in de Waalse Pijl. Andy Schleck was de enige die Rebellin kon volgen en werd tweede.

## Uitslag mannen
| Waalse Pijl 2009 (195.5 km) |                    |                         |          |
| Plaats                      | Naam               | Ploeg                   | Tijd     |
| Winnaar                     | Davide Rebellin    | Serramenti PVC          | 4u42'15" |
| 2                           | Andy Schleck       | Team Saxo Bank          | +00' 02" |
| 3                           | Damiano Cunego     | Lampre-N.G.C.           | +00' 07" |
| 4                           | Samuel Sánchez     | Euskaltel-Euskadi       | z.t.     |
| 5                           | Cadel Evans        | Silence-Lotto           | z.t.     |
| 6                           | Thomas Lövkvist    | Team High Road-Columbia | z.t.     |
| 7                           | Alejandro Valverde | Caisse d'Epargne        | +00' 11" |
| 8                           | Simon Gerrans      | Cervélo TestTeam        | z.t.     |
| 9                           | Michael Albasini   | Team High Road-Columbia | z.t.     |
| 10                          | Rinaldo Nocentini  | Ag2r-La Mondiale        | +00' 15" |
|                             |                    |                         |          |
| 14                          | Ben Hermans        | Topsport Vlaanderen-M.  | +00' 21" |
| 36                          | Gerben Löwik       | Vacansoleil             | +00' 51" |

## Uitslag vrouwen
| Waalse Pijl 2009 (98 km) |                   |                         |          |
| Plaats                   | Naam              | Ploeg                   | Tijd     |
| Winnaar                  | Marianne Vos      | DSB Bank-LTO            | 2u35'40" |
| 2                        | Emma Johansson    | Red Sun Cycling Team    | +00' 06" |
| 3                        | Claudia Häusler   | Cérvelo TestTeam        | +00' 10" |
| 4                        | Amber Neben       | Nürnberger Versicherung | +00' 15" |
| 5                        | Noemi Cantele     | Bigla Cycling Team      | +00' 20" |
| 6                        | Nicole Cooke      | Vision 1 Racing         | +00' 21" |
| 7                        | Mara Abbott       | Team Columbia Highroad  | +00' 22" |
| 8                        | Christiane Soeder | Cérvelo TestTeam        | +00' 28" |
| 9                        | Loes Gunnewijk    | Team Flexpoint          | +00' 31" |
| 10                       | Marta Vilajosana  | Team Cmax Dila          | +00' 33" |

| Stand UCI Road Women World Cup 2009 |                     |                           |        |
| Plaats                              | Naam                | Ploeg                     | Punten |
| Gouden trui                         | Emma Johansson      | Red Sun Cycling Team      | 201    |
| 2                                   | Marianne Vos        | DSB Bank-LTO              | 192    |
| 3                                   | Loes Gunnewijk      | Team Flexpoint            | 104    |
| 4                                   | Ina-Yoko Teutenberg | Team Columbia High Road   | 96     |
| 5                                   | Kirsten Wild        | Cérvelo TestTeam          | 88     |
| 6                                   | Eva Lutz            | Nürnberger Versicherung   | 61     |
| 7                                   | Nicole Cooke        | Vision 1 Racing           | 54     |
| 8                                   | Chantal Blaak       | Leontien.nl               | 53     |
| 9                                   | Martine Bras        | Selle Italia Ghezzi       | 53     |
| 10                                  | Grace Verbeke       | Lotto-Belisol Ladies Team | 49     |

1936 · 1937 · 1938 · 1939 · 1940 · 1941 · 1942 · 1943 · 1944 · 1945 · 1946 · 1947 · 1948 · 1949 · 1950 · 1951 · 1952 · 1953 · 1954 · 1955 · 1956 · 1957 · 1958 · 1959 · 1960 · 1961 · 1962 · 1963 · 1964 · 1965 · 1966 · 1967 · 1968 · 1969 · 1970 · 1971 · 1972 · 1973 · 1974 · 1975 · 1976 · 1977 · 1978 · 1979 · 1980 · 1981 · 1982 · 1983 · 1984 · 1985 · 1986 · 1987 · 1988 · 1989 · 1990 · 1991 · 1992 · 1993 · 1994 · 1995 · 1996 · 1997 · 1998 · 1999 · 2000 · 2001 · 2002 · 2003 · 2004 · 2005 · 2006 · 2007 · 2008 · 2009 · 2010 · 2011 · 2012 · 2013 · 2014 · 2015 · 2016 · 2017 · 2018 · 2019 · 2020 · 2021 · 2022 · 2023 · 2024
Lijst van beklimmingen